# George S. Long

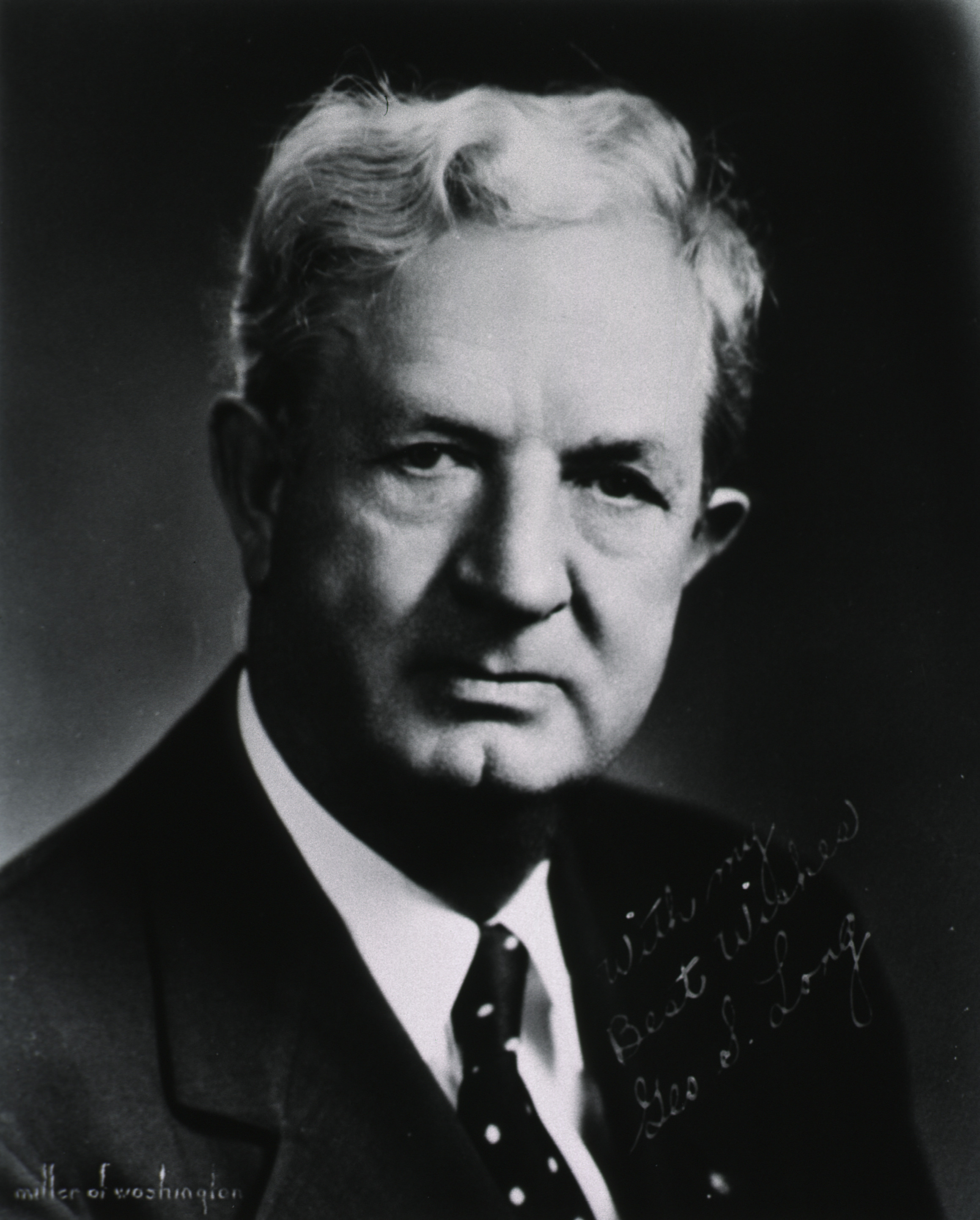
George S. Long

George Shannon Long (* 11. September 1883 in Tunica, West Feliciana Parish, Louisiana; † 22. März 1958 in Bethesda, Maryland) war ein US-amerikanischer Politiker (Demokratische Partei), der den Bundesstaat Louisiana im US-Repräsentantenhaus vertrat. Er war der Bruder von Huey Pierce und Earl Long, Schwager von Rose McConnell Long und Onkel von Russell B. Long.
Im Alter von fünf Jahren zog Long mit seiner Familie nach Winnfield im Winn Parish. Dort besuchte er die öffentlichen Schulen und das Mount Lebanon College (heute Louisiana College) zwischen 1897 und 1899. Ferner unterrichtete er selbst im Winn Parish und im Grant Parish. Anschließend studierte er Zahnmedizin in Atlanta, Louisville und New Orleans. Nach seinem Abschluss praktizierte er zwischen 1904 und 1935 in Oklahoma. Währenddessen studierte er auch noch Jura und erhielt 1923 die Anwaltszulassung im Staat Oklahoma.
Long war zwischen 1920 und 1922 Mitglied des Repräsentantenhauses von Oklahoma. Ferner praktizierte er von 1935 bis 1940 als Zahnarzt in Monroe und dann von 1948 bis 1950 in Pineville. Er war auch von 1948 bis 1950 als Superintendent des Louisiana Colony and Training School tätig. Danach war er von 1950 bis 1952 als Institutionsinspektor tätig. Long war 1948 Delegierter zur Democratic National Convention und kandidierte 1948 und 1950 erfolglos um eine demokratische Nominierung für den US-Kongress. Er war der Begründer und Direktor der Dr. George S. Long Corporation. Letztlich wurde er in den 83., 84. und den 85. US-Kongress gewählt, wo er vom 3. Januar 1953 bis zu seinem Tod am 22. März 1958 tätig war. In seiner Amtszeit im Kongress war er 1956 an der Verfassung des Southern Manifesto beteiligt, das sich gegen die Rassenintegration an öffentlichen Einrichtungen aussprach. Er wurde auf dem Greenwood Memorial Park in Pineville beigesetzt.